# Emilio Pujol
Emili Pujol Vilarrubí (La Granadella, 7 aprile 1886 – Barcellona, 15 novembre 1980) è stato un chitarrista e compositore spagnolo.
Si forma come chitarrista nella scuola di Francisco Tárrega, da cui eredita anche la predilezione nel pizzicare le corde con il polpastrello piuttosto che con l'unghia. Nel 1909 inizia la sua carriera concertistica, a cui presto si affianca quella di compositore, di maestro e di musicologo della chitarra; diventerà uno dei più apprezzati didatti nell'ambito della chitarra classica. Ha mantenuto l'insegnamento della chitarra al Conservatorio di Lisbona per più di vent'anni (dal 1946 al 1969), e fu personalmente invitato da Andrés Segovia a tenere corsi di perfezionamento presso la prestigiosa Accademia Chigiana di Siena. Ha composto 124 opere originali e redatto più di 275 trascrizioni e arrangiamenti per chitarra, attingendo in particolare dal repertorio rinascimentale per vihuela (Narvaez, Mudarra).
Il maggiore riconoscimento attribuito alla figura di Emilio Pujol, è quello di aver radicalmente contribuito allo sviluppo della didattica e della tecnica chitarristica, seguendo in questo una via per certi versi parallela (con qualche punto di incontro) a quella battuta da Andrés Segovia sin dai primi decenni del Novecento. Nel corso degli anni ha redatto il metodo Escuela Razonada de la Guitarra, in 4 volumi, ad oggi riconosciuto come uno dei più significativi per lo strumento.

## Opere
- El Abejorro
- Canción de Cuna
- Barcarolle
- Cubana
- Impromptu
- Pieza nº 2 (Guajira o Evocación Cubana)
- Pieza nº 3 (Tango Español)
- Preludios
- Salve
- Scottish Madrileño
- Sevilla
- Danzas Españolas
- Piezas Españolas
- Tango
- Tema y Variaciones
- Tonadilla
- Veneciana
- Villanesca
- Homenaje a Tarrega

## Discografia

### Registrazioni di Emilio Pujol
- Musique instrumentale espagnole au 16e siècle; Paris, France [ca 1936][2][3]
- Romances et villancicos espagnols du 16e siècle; Anthologie Sonore, Disque No.17, Paris, France [1935][4][5]
- Spanish Songs - Historical Live Recording Of The 1954 Madrid Recital (Rosa Barbany, soprano; Emilio Pujol vihuela) (EMEC Discos; E-050)

### Album altri interpreti
- 3CD recording of Pujol compositions by students of Alberto Ponce
- Claudio Marcotulli (*1958) Publisher: Genova, Italy: Dynamic, [2002 Program notes and biographical notes in Italian, English, and French and German (19p., portrs.) inserted in container. Contents: Seguidilla—Canción amatoria—Tango—Studio in si minore—Barcarolle—Romanza—Preludio romantico—Guajira—Homenaje a Tárrega—Ondinas—Canción de cuna—Manola del Avapies (tonadilla) -- El cant dels Ocels—Paisaje—Cubana—Studio romantico—Festivola—Scottish madrilène—Salve. Publisher Number: Dynamic CDS 395
- MARIA RIBERA GIBAL INTERPRETA EMILI PUJOL (CD, Barcelona 2018, Audiovisuals de Sarrià)
- Duo Imbesi Zangarà , Emilio Pujol Guitar Duets, players Carmelo Imbesi and Carmen Zangarà  Classical Music 3.0, 2023[6]